# Piero de Bonzi
Piero de Bonzi (1631. – 1703.) bio je talijanski biskup i kardinal.
Kardinalski naslov crkve svetog Onofrija ostavio je 15. veljače 1683. te optirao za naslov hrvatske crkve svetog Jeronima u Rimu. Naslov je držao do 29. listopada 1689., kada je optirao za naslov crkve San Pietro in Vincoli.

### Članci
- Bogdan, Jure. 2005. Hrvatska crkva svetog Jeronima u Rimu i njezini kardinali naslovnici. Crkva u svijetu. Sveučilište u Splitu - Katolički bogoslovni fakultet. Split. 40 (2): 187–205